# オレたち花のバブル組
『オレたち花のバブル組』（おれたちはなのバブルぐみ）は、池井戸潤による日本の小説。
『オレたちバブル入行組』に続く半沢直樹シリーズの第2作。本作は、主人公・半沢直樹が東京中央銀行東京本店営業第二部次長へ昇進してからの物語で、前作とは物語の舞台や主要人物以外の登場人物が異なる。
『別冊文藝春秋』2006年5月号から2007年11月号にかけて連載され、2008年6月に単行本化、2010年12月に文春文庫にて文庫化、2019年11月に講談社文庫にて『半沢直樹 2 オレたち花のバブル組』に改題の上文庫化された。2009年には第22回山本周五郎賞の候補作品にも選ばれた。
本作は、2013年7月7日よりTBS系列で放送されたテレビドラマ『半沢直樹』の第二部（後半）の原作にあたる。テレビドラマは初回平均視聴率19.4%を記録し、その人気から原作本である本作は2013年7月22日付のオリコン“本”ランキング文庫部門で週間3万6000部を売り上げ、前週の57位から5位へランクインした。
二度オーディオブック化されていて、2014年3月14日より2016年4月上旬までFeBeにて半沢役を白石稔が担当し配信されたものと、2018年9月14日よりAudibleにて吉田健太郎が朗読を担当し配信されたものとがある。

## あらすじ
大阪西支店から東京中央銀行営業第二部次長に栄転した半沢直樹は、法人部管轄の老舗ホテル「伊勢島ホテル」の再建を押し付けられることになる。同族経営の伊勢島ホテルは、羽根夏彦専務らが経営再建のため、正義感の強い経理課長の戸越茂則を追い出して実権を握り、社長の湯浅威をも追放しようとする動きを起こしている。しかも、二百億円の融資後、莫大な損失が出たことを東京中央銀行側が把握できないのに、ライバル銀行が把握していたなどの不可解な事実が見つかった。
そんな中、銀行に金融庁検査の通知が届く。主任検査官・黒崎駿一により、ホテルの経営再建計画が進まず融資の回収がおぼつかないと判断されると、融資の判断責任が問われ、倒産防止のため数千億円の引当金が命じられる。銀行の信用問題と業績悪化とを憂慮した頭取の中野渡謙が、半沢に申し分のない再建策作成を命じる。
一方、半沢と同期の近藤直弼は、出向先の中堅電機メーカー「タミヤ電機」で総務部長に就任し、融資を求めて、東京中央銀行京橋支店に日参していたが、支店長らは近藤と別の銀行出身のため言を左右にして応じない。さらに社長の田宮基紀や部下の経理課長野田英幸らから執拗ないびりに遭う近藤は、野田の不正な裏帳簿を見つけた怒りから、敢然と田宮らに立ち向かう。
湯浅は、従来の殿様商売を捨て、中国や香港、台湾方面の顧客の開拓とITを導入した斬新な再建策を示す。半沢は渡真利忍、戸越、近藤、新聞記者の松岡らの助けを借りて調査を続けた結果、損失は以前から銀行側が把握していたことばかりか、田宮に用途不明の三千万円が京橋支店より融資されていたことも浮かび上がる。
半沢と別行動で社内の不正を追及していく近藤に怒った田宮は、京橋支店長の貝瀬郁夫に、近藤の出向解除を申し出る。だが、三千万円の行方を捜すうち、意外にも、東京中央銀行上層部の影が浮かび上がってくる。
やがて、金融庁検査の日。万全の再建策を用意した半沢は、黒崎と対峙するのであった……。

## 登場人物

### 主人公
半沢直樹（はんざわ なおき）
本作の主人公で、東京中央銀行本店営業第二部次長。
資金運用の失敗で200億円の損害を出した老舗ホテル、｢伊勢島ホテル｣の再建を押し付けられる。
金融庁検査の対策も任され、主任検査官の黒崎駿一と対決する。
また、金融庁検査後は、常務の大和田暁の不正を暴くが、敵対派閥から批判の声が上がったため、東京セントラル証券に出向させられる。

### 主人公の同期
渡真利忍（とまり しのぶ）
東京中央銀行融資部企画グループ調査役。
行内の半分は顔見知りと豪語するほど人脈が広い情報通で、様々な情報を半沢に提供して半沢をサポートする。
伊勢島ホテルがフォスターと合併する際の交渉も担当する。
近藤直弼（こんどう なおすけ）
秋葉原支店時代に支店長のパワハラで心の病にかかり、長い間休職したことがある。
それが影響し、東京中央銀行より取引先の中堅電機メーカー「タミヤ電機」へ出向し、同社総務部部長に。

### 東京中央銀行

#### 東京本店
中野渡謙（なかのわたり けん）
東京中央銀行頭取。
旧産業中央銀行出身で、行内融和を押し進めている。そのため、旧東京第一銀行出身の大和田を糾弾した半沢を出向させる。
大和田暁（おおわだ あきら）
東京中央銀行常務。
旧東京第一銀行出身。野心家で、最年少で常務に昇進した。伊勢島ホテルの羽根専務と共謀し、200億円の損失が出たことを隠蔽して金融庁検査で銀行を糾弾させることで、中野渡を失脚させようとしていた。
また、妻が経営している赤字続きのアパレル会社を救済するために、岸川慎吾に命じ、タミヤ電機を通じて3000万円の迂回融資を妻の会社に横流しする。
岸川慎吾（きしかわ しんご）
東京中央銀行業務統括部部長。
大和田の腹心。金融庁の主任検査官である黒崎は娘婿で、この立場を利用して伊勢島ホテルに関する倒産情報を黒崎に横流しし、半沢が金融庁検査で失敗するように仕組んでいた。
しかし、黒崎との関係を半沢に掴まれ、半沢が岸川と黒崎との関係について報告しない代わりに、大和田が妻の企業に迂回融資を実行したことを暴露するように半沢に脅される。
木村直高（きむら なおたか）
東京中央銀行業務統括部部長代理。
時枝孝弘（ときえだ たかひろ）
東京中央銀行法人部。半沢と同期入社。大和田の陰謀によって伊勢島ホテルの200億円の損失の責任を押し付けられ、出向させられかけるが、半沢が大和田の陰謀を暴いたことで処分されずに済む。

##### 営業第二部
内藤寛（ないとう ひろし）
東京中央銀行営業第二部部長。行内で唯一と言っていい半沢の理解者。
半沢が大和田によって伊勢島ホテル担当から外されそうになった時は、半沢を必死に庇う。
三枝裕人（さえぐさ ひろと）
東京中央銀行営業第二部副部長。
小野寺順二（おのでら じゅんじ）
東京中央銀行営業第二部。半沢の部下。

#### 京橋支店
貝瀬郁夫（かいせ いくお）
東京中央銀行京橋支店支店長。
古里則夫（こざと のりお）
東京中央銀行京橋支店融資課課長代理。伊勢島ホテルとタミヤ電機の担当者。

### 金融庁
黒崎駿一（くろさき しゅんいち）
金融庁主任検査官。オネエ口調で話す。第4作『銀翼のイカロス』にも登場する。

### 伊勢島ホテル
湯浅威（ゆあさ たけし）
伊勢島ホテル社長。
羽根夏彦（はね なつひこ）
伊勢島ホテル専務。性別は異なるが、ドラマ版では羽根夏子に相当する。
原田貴之（はらだ たかゆき）
伊勢島ホテル財務部長。

### タミヤ電機
田宮基紀（たみや もとき）
タミヤ電機社長。
野田英幸（のだ ひでゆき）
タミヤ電機総務部課長。近藤の部下。

### その他
棚橋貴子（たなはし たかこ）＝大和田貴子（おおわだ たかこ）
ラファイエット社長。大和田の妻。